# Imperio global
Un imperio global, combinación de imperio (del latín imperium) y global (que involucra a la tierra) trata de un estado, pueblo, compañía, ciudad, etc., que tiene injerencia en la soberanía de varios territorios, los cuales pueden estar o no conectados geográficamente o mundialmente.
El Imperio Portugués fue el primer imperio global de la historia. Surgió con la exploración portuguesa del mundo, bajo el liderazgo de Enrique el Navegante en el siglo XV. Portugal estableció colonias en África, América, Asia del Sur, Sudeste Asiático, Oriente Medio y Oceanía.
El Imperio Global Español, surge de la unión de varios intereses y de los reinos de la península ibérica, al unirse Castilla (terrestre) y Aragón (marítima mediterránea), en los que dieron origen a nuevas prerrogativas, ya que no solo tenían un interés predominantemente comercial como el de Portugal, sino diversos intereses político-religiosos, en los que incluso dieron origen a los estados nacionales, y al unirse con los Habsburgo que incorporaron los Países Bajos y gran parte de Europa central con el que se creó el primer imperio global moderno.
Esta misma frase también fue aplicada posteriormente al Imperio Británico, Imperio Francés, Imperio Ruso, Imperio Japonés, etc. 

## Imperios de la antigüedad
Los imperios de la antigüedad, no son propiamente globales porque se limitaron en gran medida a sus lugares de origen; los continentes de América, África y Eurasia. Naciones antiguas como Egipto y China, y los imperios Azteca, Romano e Inca pueden considerarse superpotencias, pero no imperios mundiales.

## Rivalidad y la sucesión imperial europea
El Imperio Portugués, primera nación oceánica imperial, era de carácter comercial inicialmente. Tener éxito y riquezas era de suma importancia para el nacimiento de cualquier imperio territorial o marítimo, sus investigaciones marítimas le llevaron a explorar y establecer intereses en África y llegar a India, significando grandes riquezas para la corona portuguesa. España, que era una potencia regional con presencia mediterránea, comenzó la exploración atlántica obteniendo grandes beneficios con la conquista de la mayor parte de América, de islas del pacífico y de territorios en Asia (predominantemente Filipinas) formando así el Imperio Español.
Al darse la sublevación de los Países bajos, el poder Español comenzó a tener pugnas y competencias con diversos reinos, en especial con los de Francia y de Inglaterra, lo que daría pie a la creación de nuevos imperios globales (basados predominantemente en Europa).
El Imperio Francés se caracterizó por tener periodos de expansión y retracción, a los cuales se les atribuye distintos nombres: Imperio Franco (o Imperio Carolingio), Imperio Napoleónico, y Segundo Imperio Francés. Y en el siglo XX, Imperio Colonial Francés).
El Imperio Británico se convirtió en el mayor imperio de la historia, que abarcaba una cuarta parte de la tierra. Persistió hasta la descolonización iniciado después de la final de la Segunda Guerra Mundial, cuando el Imperio Ruso y el Imperio Americano, este imperio de la influencia política, económica y militar, en la Conferencia de Yalta dividió al mundo en dos bloques rivales y se cerró completamente, división que ha persistido hasta el fin de la Guerra Fría.
El Imperio Ruso (continuación como la Unión Soviética y ahora Rusia) ha sido y sigue siendo muy baja a pesar del estado más grande contigua del mundo imperial en la zona, se extiende un poco más de la mitad de la longitud del mundo, tomando todas un tercio norte de Asia, casi la mitad de Europa del Este y gran parte del interior y la costa norte / norte de Eurasia.

## Imperios Coloniales Europeos
Los primeros imperios globales fueron producto de la era de exploración, que fue una carrera entre los poderes marítimos más avanzados, Portugal y España, en el siglo XV. Su primer impulso fue comercial que más tarde daría origen a gran parte de nuestro mundo moderno, los Estados nacionales, y pasar del mercantilismo al capitalismo.
La mayoría de las grandes naciones de Europa occidental tuvieron colonias en diversas partes del mundo. Después de la expansión atlántica centrada en América y partes de Asia se comenzó a ver África: Inglaterra, Francia, Portugal, Alemania, Bélgica, España e Italia se repartieron el Continente.
En Asia hubo varios puestos coloniales portugueses: En India (Bombay, Goa, etc.), Macao era entrada a China, Después Opacada por Hong Kong (del imperio Británico). Los Portugueses en un primer momento tuvieron la competencia la expansión holandesa en el sur de África, después en India y en el archipiélago malayo (Timor contra las posesiones Holandesas de Indonesia).
Con la Victoria de Japón sobre el Imperio Ruso, se da origen al primer Imperio Global no Europeo, si bien su presencia era asiática sus repercusiones fueron globales.
Los Estados Unidos de América son también considerados como un Imperio Global, dada su actual influencia política, cultural, militar y económica a escala mundial, pero en ellos se utiliza más el término imperialismo o neocolonialismo.